# Angelo Jank
Pour les articles homonymes, voir Jank.
Angelo Jank est un peintre animalier, dessinateur, illustrateur et enseignant allemand, né le 30 octobre 1868 à Munich, où il est mort le 9 octobre 1940. Il fut membre de la Sécession de Munich et se spécialisa dans la représentation de chevaux et de cavaliers.

## Parcours
Angelo Jank est le fils de l'architecte munichois Christian Jank.
Après des études secondaires au Wilhelmsgymnasium à Munich, Angelo Jank devient élève de l'Académie des beaux-arts de Munich de 1891 à 1896. Il fréquente les ateliers de Ludwig von Löfftz et Paul Hoecker, et commence à exposer ses travaux dans le cadre de diverses sociétés d'artistes — dont le Gruppe G — au pavillon du Palais des glaces.
En 1898, il a droit à sa première exposition personnelle au sein de la Sécession de Munich. Il entame une collaboration régulière en tant qu'illustrateur pour des périodiques illustrés comme Jugend (entre autres pour Ruth, une nouvelle signée Frank Wedekind) et Simplicissimus ; pour ce dernier, il livre des caricatures. L'une des illustrations fournie à Jugend fut reproduite par la revue française L'Estampe moderne (« La femme au perroquet », 1898). Il est membre du Deutscher Künstlerbund (Ligue des artistes allemands).
De 1899 à 1907, il enseigne la peinture à la Künstlerinnen-Vereinde de Munich : cette « petite académie » était réservée aux femmes souhaitant exercer la profession d'artiste peintre. Il est ensuite nommé professeur à l'Académie des beaux-arts, remplaçant Wilhelm von Diez. En 1922, toujours à l'Académie, il succède à Heinrich von Zügel qui occupait l'atelier de peinture animalière.
Il est présent à Paris durant l'Exposition universelle de 1900 dans le pavillon allemand, section peintures.
Avant la Première Guerre mondiale, il exécute quelques commandes importantes : une fresque pour le palais de Justice de Munich, et quelques grandes scènes historiques pour le palais du Reichstag à Berlin.
Durant les années 1920, il prend la direction de la Sécession de Munich et organise les expositions du Palais des glaces. Il prend sa retraite peu avant 1930.
Sur le plan personnel, Angelo Jank épousa la baronne Anna von Thüngen (1878-1954) en 1904, dont une fille, Ali, qui épousa Bertram Riedesel, comte d'Eisenbach. Il eut comme amante l'une de ses élèves, l'artiste peintre Marie Schnür : de cette liaison naquit en février 1906 un fils, Klaus, que Marie légitima en épousant l'année suivante le peintre Franz Marc.

## Illustrations
- Jugend, affiche lithographiée, 37 × 40 cm, Munich, Imprimerie Wolf, 1898, département des Estampes et de la Photographie de la Bibliothèque nationale de France[6] ;
- [hors-texte] « Neuzeit » in Ernst Weber (dir.), Der Deutsche Spielmann, vol. 26, Munich, Georg D. W. Callwey, 1907.
- Ferdinand Avenarius (dir.), Balladenbuch, Munich, Georg D. W. Callwey, 1908 ;
- Wilhelm Kotzde (dir.), Vaterländische Bilderbücher, contient des illustrations d'A. Jank et de Franz Müller-Münster, Mayence, J. Scholz, [1913] ;
- Wilhelm Fronemann, Hindenburg, Mayence, J. Scholz, vers 1925 ;
- T. Evers-Teichhof, Halali und andere Lieder, Berlin, Mittler, 1927.

## Élèves
Angelo Jank eut de nombreux élèves, parmi lesquels :
- Paul Ledoux, peintre et graveur français (1884-1960) ;
- Louis Grell (en), peintre américain (1887-1960) ;
- Nina Arbore (en), peintre roumaine (1889-1942) ;
- Henryk Gotlib, peintre anglais d'origine polonaise (1890-1966) ;
- Adolf Ziegler, peintre allemand, proche du parti nazi (1892-1959).

## Galerie

Œuvres d'Angelo Jank
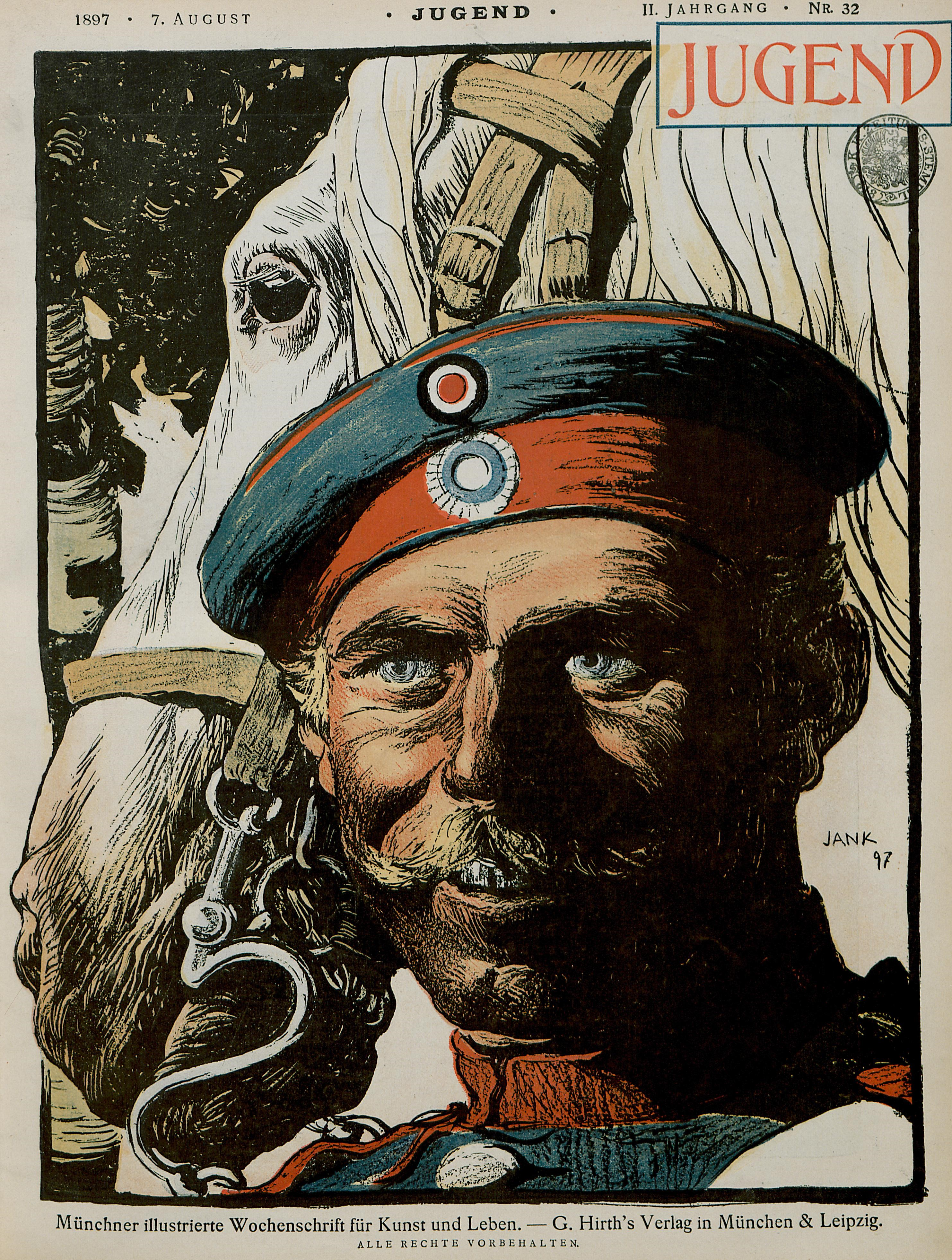
Couverture de Jugend du 7 août 1897.
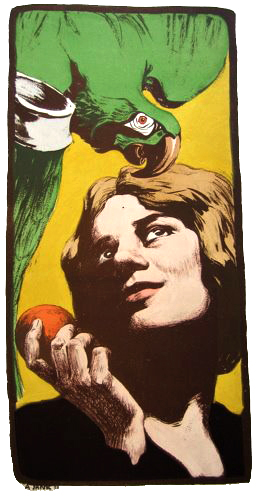
Dessin lithographié reproduit dans Jugend et L'Estampe moderne (1898).
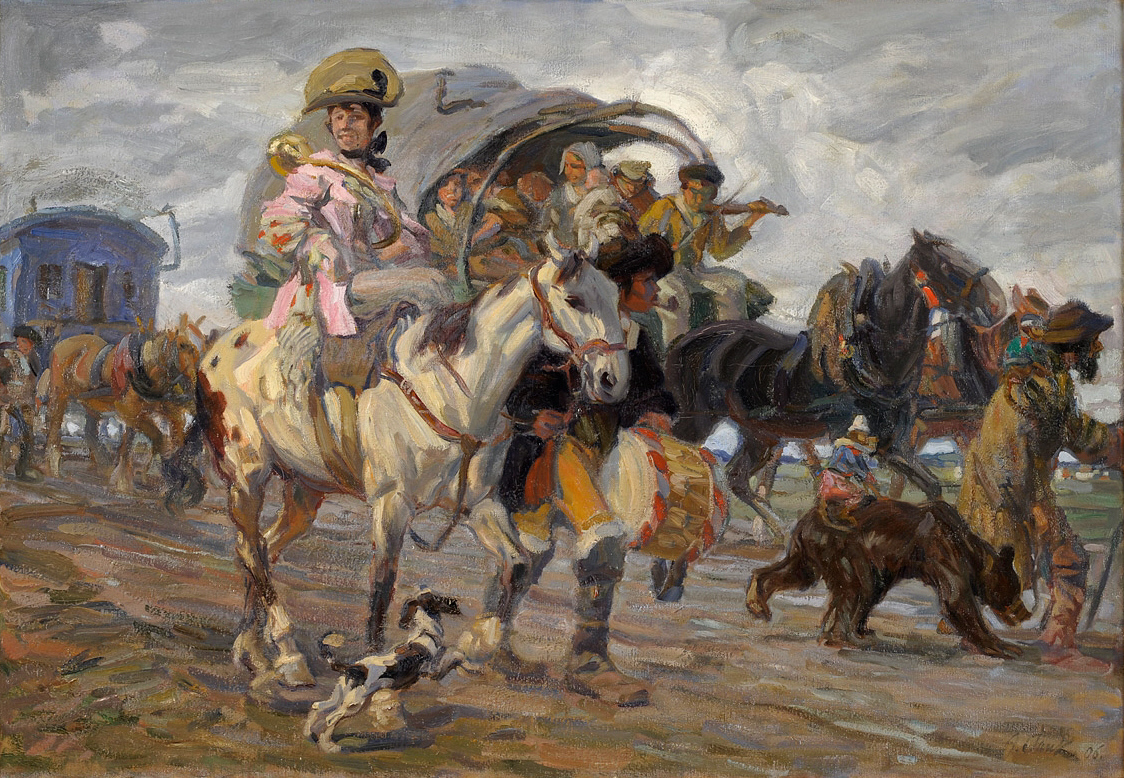
Der Wanderzirkus (1906), huile sur toile, localisation inconnue.